# Lydiard Park
Lydiard Park est un parc naturel de 260 acres (105,21826692 hectares) à Lydiard Tregoze, qui est son nom officiel  à environ 3 milles (5 km) à l'ouest du centre de Swindon, Wiltshire, Angleterre, près de la jonction 16 de l'autoroute M4.

## Histoire
Une colonie à Lediar, avec des bois, est mentionnée dans le Domesday Book et appartient à la famille Tregoze à partir de 1198 environ . En 1259, Henri III accorde à Robert Tregoze une licence royale pour créer un parc aux cerfs dans les bois voisins . En 1420, le domaine arrive par mariage dans la famille St John (dont le siège est à Battersea, Londres), et ils le conservent jusqu'à la Seconde Guerre mondiale .
Des jardins à la française et un canal sont créés dans le cadre des modifications apportées à la maison médiévale au XVIIe siècle; Sir John St John trace également une série d'avenues formelles. Cependant, de nombreux éléments formels du parc sont supprimés en 1766 . Il reste une maison de glace semi-enterrée  et un jardin clos, avec un cadran solaire en bronze en son centre. De grandes parties du parc sont vendues dans les années 1920 et 1930.
À partir de 1942, le domaine est utilisé comme hôpital militaire par les forces américaines, puis entre 1943 et mars 1946 environ, c'est un hôpital de prisonniers de guerre pour les soldats allemands. En 1943, le conseiller et échevin Francis Akers achète le domaine et la maison délabrée aux enchères et vend le tout à l'autorité locale, la Corporation of Swindon, pour 4 500 £.

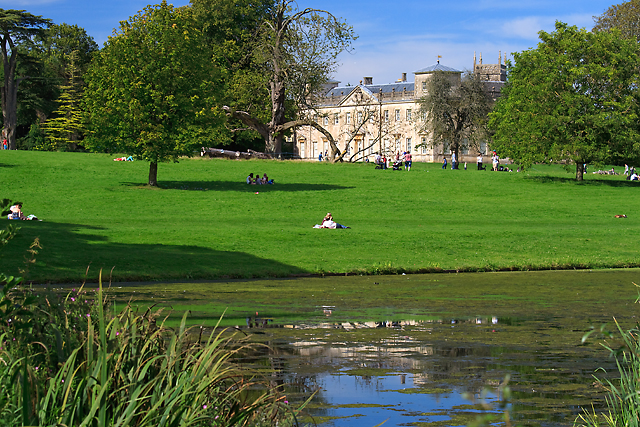
Partie du lac et du parc, avec maison et clocher en arrière-plan

Depuis 1955, le parc est ouvert au public toute l'année. Le parc est classé Grade II sur le registre des parcs et jardins historiques en 1987, comme exemple d'un parc du milieu du XVIIIe siècle ayant des preuves archéologiques de son aménagement formel du XVIIe siècle. En 2005, le Swindon Borough Council reçoit 3 millions de livres sterling du Heritage Lottery Fund pour un projet qui comprend la restauration d'un lac de deux acres . Le domaine a accueilli le Big Weekend de Radio 1 en 2009.

## Lydiard House
Le manoir, connu sous le nom de Lydiard House ou Lydiard Park, a des origines médiévales et est remanié au XVIIe siècle et dans les années 1740, lorsque les façades sud et est sont retravaillées dans le style palladien, probablement par Roger Morris. La maison est classée Grade I en 1955.
Lorsque le domaine est acheté par Swindon Corporation, presque aucun des meubles d'origine n'est resté. Dans les années 1950, la société commence à collecter des contenus adaptés à la maison, visant notamment à restaurer les State Rooms du XVIIIe siècle. Ces efforts sont grandement aidés en 1955 lorsque de bons meubles arrivent en prêt du National Art Collections Fund, faisant partie du legs EE Cook . Au cours des années 1960, Lord Bolingbroke prête plusieurs portraits de famille St John à la maison et les vend ensuite à la société. À sa mort en 1974, il lègue aux syndics de la maison tout ce qu'il possédait et qui en provenait.
Le successeur de la société, Swindon Borough Council, possède et gère la maison et le parc. La maison, avec ses collections de meubles et d'œuvres d'art - notamment des panneaux muraux peints par Diana Beauclerk - est ouverte au public pendant les mois d'été . La maison et une annexe moderne sont exploitées comme centre de conférence et lieu de mariage, avec hébergement pour les invités .
Immédiatement au nord de la maison se dresse l'église paroissiale de St Mary, qui est tout ce qui reste du village médiéval. L'église a des origines du XIIIe siècle et est rénovée et agrandie aux XVe et XVIIe siècles et est classée Grade I.